# 土方歳三最期の地碑

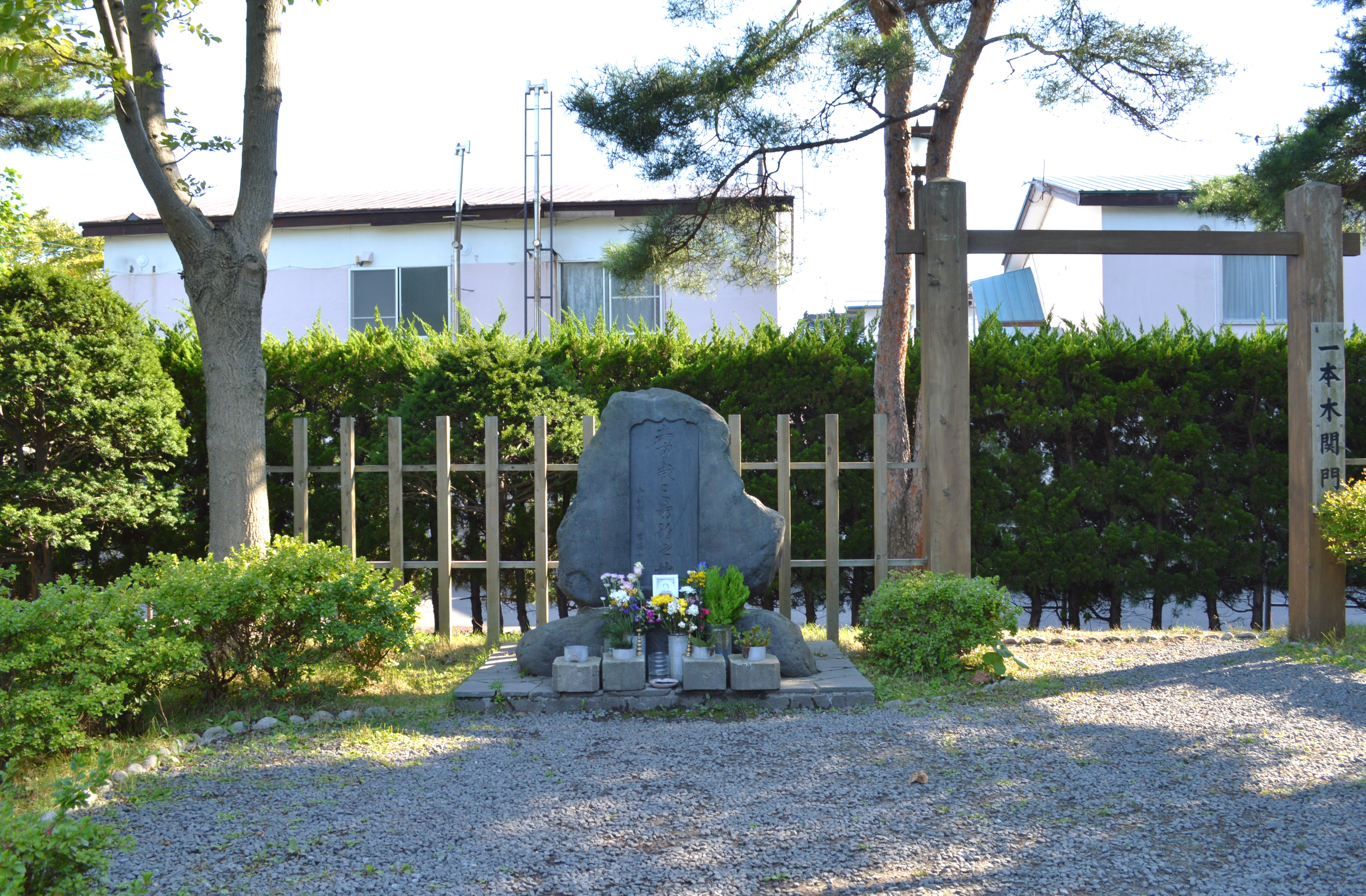
土方歳三最期の地碑と一本木関門

土方歳三最期の地碑（ひじかたとしぞうさいごのちひ）とは、北海道函館市若松町にある石碑である。

## 概要
土方歳三の戦死説のうち一本木説に基づいて建立された石碑。
初代
かつてあった鶴若稲荷神社（函館八幡宮境内に移転）境内に建立されていたが、1913年（大正2年）5月4日発生の大正2年函館大火で被災し、その後行方が分からなくなった。1956年（昭和31年）に函館市議会議員（当時）で若松小学校同窓会会長（当時）の藤野藤太郎が石碑の破片を発見。
2代
1958年（昭和33年）12月14日に函館市立若松小学校同窓会と函館市立若松小学校父母と先生の会の有志により、敷地がなかったために函館市道のグリーンベルト（若松町33番地）上に建立した。1992年（平成4年）11月19日現在地に移設。碑面の文字は函館市長（当時）の吉谷一次の筆によるもの。